# Rulers of Nations: Geo-Political Simulator 2
 (juin 2019).
Si vous disposez d'ouvrages ou d'articles de référence ou si vous connaissez des sites web de qualité traitant du thème abordé ici, merci de compléter l'article en donnant les références utiles à sa vérifiabilité et en les liant à la section « Notes et références ».
Rulers of Nations: Geo-Political Simulator 2 est un jeu vidéo de gestion et de simulation gouvernementale, développé par Eversim et édité par Mindscape. Il est sorti le 3 septembre 2010 sur PC. C'est le second opus de la série Mission President: Geopolitical Simulator.

## Système de jeu
Rulers of Nations est un simulateur de gestion gouvernementale, qui comme son prédécesseur, met le joueur à la tête d'un État.
En plus des caractéristiques de son prédécesseur, les graphismes sont grandement améliorés[réf. nécessaire]. Les personnages sont représentés en 3D animée par opposition à son prédécesseur, où les personnages sont esquissés par des avatars 2D[réf. nécessaire]. Contrairement à la version précédente, les avatars sont inspirés par des dirigeants mondiaux réels[réf. nécessaire]. Le jeu est disponible dans plusieurs langues: anglais, allemand, français, espagnol, italien et russe[réf. nécessaire].

## Accueil
- Jeuxvideo.com : 7/20[2]